# ایان بولتون
ایان بولتون (انگلیسی: Ian Bolton؛ زادهٔ ۱۳ ژوئیهٔ ۱۹۵۳) بازیکن فوتبال اهل بریتانیا است.
از باشگاه‌هایی که در آن بازی کرده‌است می‌توان به باشگاه فوتبال چالفونت سنت پیتر، باشگاه فوتبال لینکولن سیتی، باشگاه فوتبال بیرمنگام سیتی، باشگاه فوتبال برنتفورد، باشگاه فوتبال بارنت، باشگاه فوتبال واتفورد، باشگاه فوتبال نوتس کانتی، و باشگاه فوتبال لندن تایگرز اشاره کرد.